# Нићифор Уран
Нићифор Уран (грчки: Νικηφόρος Οὐρανός; умро око 1010) је био византијски војсковођа током владавине цара Василија II (976-1025). Познат је по победи коју је извојевао над словенском војском цара Самуила на Спрехију 16. јула 997. године.

## Биографија
Мало се зна о Урановом пореклу, раном животу и породици. У другој половини 979. године Уран је послат у Багдад са задатком да оданде доведе Варду Склира који се код абасидског калифа склонио након пропасти устанка. Уран није успео да изврши задатак већ је и сам бачен у тамницу у којој је, према Јахји, остао до почетка 987. године иако би, према Скилици-Кедрену, изгледало да се вратио у Византију непосредно пред битку на Спрехију. После повратка добио је титулу магистра и именован је за архонта целог запада. Ниједан извор га, међутим, не бележи као доместика Схола Запада. Истовремено је Уран постао и намесник теме Солун. То се повремено дешавало и на Истоку где је врховна власт везивана за Антиохијски дукат. Уран је према Скилици наследио Григорија Таронита што није тачно. Између Таронита и Урана, Солуном је управљао Јован Халдејски. Након погибије Таронита у бици код Солуна (995), Самуило је продро све до Пелопонеза. По повратку је поставио логор на обали реке Спрехи. Уран је пронашао место где је могуће прећи реку и напао је Словене ноћу. Велики број словенских војника страдао је у изненадном нападу. Сам Самуило и његов син Гаврило Радомир рањени су у бици. Скилица бележи како је Самуила и Радомира спасло то што су лежали измешани са мртвима. Када је пала ноћ, успели су да побегну у Етолска брда. Уран је ослободио ромејске заробљенике и са пленом се вратио у Солун.
Око 1000. године Нићифор Уран је због тешке ситуације послат у Антиохију. За наследника у теми Солун цар Василије је поставио патрикија Давида Аријанита. Наследио је Дамиана Даласена као дукс Антиохије. Даласен је погинуо у сукобу са Фатимидима 998. године. Уран се између 1005. и 1007. године суочио са два устанка бедуинских племена. Вођа устаника, Ел Асфар, поражен је 1007. године. О Урану се након гушења устанка ништа не зна. Наставио је да служи као дукс Антиохије најкасније до 1010. године.